# Dealer (film, 1999)
Pour les articles homonymes, voir Dealer (homonymie).
Pour plus de détails, voir Fiche technique et Distribution.
Dealer est un film allemand réalisé par Thomas Arslan, sorti en 1999.

## Synopsis
Can est dealeur à Berlin et se fournit auprès de Hakan qui lui propose de prendre la gestion d'un bar. Il a l'espoir que sa situation s'améliore, mais Hakan est tué et il est arrêté puis condamné à quatre ans de prison.

## Fiche technique
- Titre : Dealer
- Réalisation : Thomas Arslan
- Scénario : Thomas Arslan
- Photographie : Michael Wiesweg
- Montage : Bettina Blickwede
- Production : Käte Caspar et Sibylle Hubatschek-Rahn
- Société de production : Trans-Film et ZDF
- Pays :  Allemagne
- Genre : Drame
- Durée : 74 minutes
- Dates de sortie : 
  -  Allemagne : 18 mars 1999

## Distribution
- Tamer Yigit : Can
- İdil Üner : Jale
- Birol Ünel : Erdal
- Baki Davrak : Zeki
- Hussi Kutlucan : Hakan
- Lea Stefanel : Meral
- Bilge Bingul : Yellow
- Ramazan Coskum : Murat
- Fernando Canqui : Buddha
- Erhan Emre : Metin
- Halit Bademsoy : le père
- Angela Schanelec : Eva

## Distinctions
Le film a reçu le prix FIPRESCI et le prix du jury œcuménique de la Berlinale 1999 pour la section Forum.